# Рафаел Собіс
Рафае́л Со́біс (порт. Rafael Augusto Sobis do Nascimento; 17 червня 1985, Ерешин, штат Ріу-Гранді-ду-Сул) — бразильський футболіст українського походження, нападник. Гравець клубу «УАНЛ Тигрес» та збірної Бразилії. Бронзовий призер Олімпіади 2008 року в Пекіні.

## Кар'єра
Рафаел Собіс в юнацькі та молодіжні роки навчався в спортивних школах клубів «Крузейро» (Порту-Алегрі), а також двох грандів бразильського футболу — «Коринтіанса» з Сан-Паулу та «Інтернасьонала» (Порту-Алегрі). У складі останнього почав професійну кар'єру. У 2005 році, у віці 19 років, Собіс в 35 матчах за Інтер забив 19 голів. У 2006 році він став одним з ключових гравців «Інтера» в переможній кампанії Кубка Лібертадорес. В першому фінальному матчі на Морумбі проти «Сан-Паулу» два його голи допомогли «Колорадос» святкувати перемогу. У матчі відповіді «Інтер» розійшовся миром 2:2 та завоював почесний трофей вперше у своїй історії.
У серпні 2006 року Рафаел Собіс перейшов в іспанський «Реал Бетіс» за 9 мільйонів євро. Сезон 2007/08 Собіс почав вдало, але до кінця року трохи втратив форму, що, загалом, не завадило йому потрапити в число гравців збірної Бразилії на олімпійський футбольний турнір в Пекіні, де бразильці завоювали бронзові нагороди.
У вересні 2008 року було оголошено про придбання Собіса за 10 мільйонів євро клубом з ОАЕ «Аль-Джазіра», який тренує перший тренер Собіса по «Інтеру» Абел Брага. В середині 2010 Собіс повернувся в оренду в рідний «Інтер», де згодом вдруге виграв Кубок Лібертадорес.

## Досягнення
- Чемпіон Бразилії (1): 2012
- Чемпіон Мексики (1): 2015-16 А
- Чемпіон штату Ріу-Гранді-ду-Сул (3): 2004, 2005, 2011
- Чемпіон штату Ріо-де-Жанейро (1): 2012
- Чемпіон штату Мінас-Жерайс (1): 2018
- Володар Кубка Бразилії (2): 2017, 2018
- Володар Кубка Лібертадорес (2): 2006, 2010
- Бронзовий призер Олімпійських ігор: 2008